# Stari Brod (Rogatica)
Pour les articles homonymes, voir Stari Brod.
Stari Brod (en serbe cyrillique : Стари Брод) est un village de Bosnie-Herzégovine. Il est situé dans la municipalité de Rogatica et dans la république serbe de Bosnie. Selon les premiers résultats du recensement bosnien de 2013, il compte 18 habitants.

## Géographie
Stari Brod est situé au bord de la Drina.

## Démographie

### Répartition de la population par nationalités (1991)
En 1991, le village comptait 48 habitants, tous serbes.